# Бедные-несчастные (фильм)
«Бе́дные-несча́стные» (англ. Poor Things) — фильм 2023 года режиссёра Йоргоса Лантимоса, чёрная комедия в эстетике стимпанка.
Экранизация одноимённого романа Аласдера Грея, с Эммой Стоун и Уиллемом Дефо в главных ролях.
Премьера состоялась 1 сентября 2023 года на 80-м Венецианском кинофестивале. Фильм получил признание критиков, особенно была отмечена игра Эммы Стоун, удостоился ряда кинопремий, номинаций и включений в списки лучших фильмов. Первоначальный ограниченный прокат не позволил фильму окупиться, но благодаря множеству наград фильм получил более широкий прокат, который позволил ему существенно увеличить кассу.

## Сюжет
В вымышленном викторианском Лондоне студент-медик Макс Маккэндлс становится ассистентом эксцентричного хирурга Годвина Бакстера. Он влюбляется в подопечную Годвина, Беллу, ведущую себя как ребёнок. Макс узнаёт, что беременная женщина по имени Виктория покончила с собой, прыгнув с моста, и Годвин заменил её мозг мозгом её плода, дав младенцу, которого он назвал Беллой Бакстер, тело взрослого человека.
Макс просит руки Беллы. Белла соглашается, но по мере того, как её интеллект стремительно развивается, ей становится любопытно узнать о внешнем мире и о себе. Исследуя собственное тело, она открывает для себя мастурбацию и сексуальное наслаждение. Она сбегает из дома с Дунканом Уэддербёрном, развратным адвокатом, которого Бакстер нанял для составления брачного контракта. Решив отпустить её, Годвин начинает новый эксперимент с молодой женщиной Фелисити, которая взрослеет гораздо медленнее Беллы.
Белла и Дункан отправляются в большое путешествие, начиная с Лиссабона, где они часто занимаются сексом. Когда Беллу становится трудно контролировать, Дункан тайком перевозит её на круизный лайнер. Белла подружилась с пассажирами Мартой и Гарри, которые открыли ей путь к философии. Дункан пытается сдержать её рост, но безуспешно. Он впадает в отчаяние и предаётся пьянству и азартным играм.
Во время остановки в Александрии Белла становится свидетелем страданий бедняков и приходит в смятение. Она доверяет выигрыш Дункана членам экипажа, которые обманывают её, обещая раздать деньги нуждающимся. Не имея возможности оплатить оставшуюся часть путешествия, Белла и Дункан высаживаются в Марселе и добираются до Парижа.
В поисках денег и жилья Белла начинает работать в борделе. Дункан срывается, и Белла бросает его. В борделе она попадает под опеку мадам Суини и дружит с другой проституткой, Туанеттой, которая знакомит её с социализмом.
Годвин, теперь уже смертельно больной, просит Макса привезти к нему Беллу. Макс находит её, разыскав Дункана, который был помещён в лечебницу. В Лондоне Белла примиряется с Годвином и подтверждает свои планы выйти замуж за Макса.
Свадьбу прерывают Дункан и генерал Алфи Блессингтон, муж Виктории. Алфи, обращаясь к Белле как к Виктории, заявляет, что они были женаты до её исчезновения и что он пришёл, чтобы вернуть её. Она оставляет Макса, чтобы узнать о своей прошлой жизни, но обнаруживает садистскую натуру Алфи и понимает, что Виктория покончила с собой, чтобы спастись от него.
Алфи заточает Беллу в своём особняке. Под дулом пистолета он угрожает сделать ей женское обрезание и требует выпить снотворное. Она швыряет снотворное ему в лицо. После борьбы Алфи случайно стреляет себе в ногу, а затем теряет сознание от снотворного. Годвин мирно умирает, рядом с ним находятся Белла и Макс. Белла решает продолжить дело Годвина, став хирургом, и пересаживает мозг козы в голову Алфи.

## В ролях
- Эмма Стоун — Белла Бакстер
- Уиллем Дефо — доктор Годвин Бакстер
- Рами Юссеф — Макс  Маккэндлс
- Марк Руффало — Дункан Уэддербёрн
- Кристофер Эбботт — Алфи Блессингтон
- Маргарет Куолли — Фелисити
- Кэтрин Хантер — мадам Суини
- Ханна Шигулла — Марта фон Курцрок

## Производство
Проект был объявлен в феврале 2021 года. Йоргос Лантимос занял режиссёрское кресло, а Эмма Стоун исполнила главную роль. Месяцем позже к актёрскому составу присоединился Уиллем Дефо, а позднее в него вошли Рами Юссеф, Марк Руффало, Кристофер Эбботт, Кэтрин Хантер и Маргарет Куэлли.
Съёмки начались в августе 2021 года в Лондоне. Дополнительные съёмки проходили в Лиссабоне, Париже и двух крупнейших съёмочных павильонах Венгрии.
Основные съёмки проходили в Венгрии, начавшись в августе 2021 года на территории Origo Studios в Будапеште и завершившись в декабре того же года. Это первый полнометражный фильм, частично снятый на 35-миллиметровую цветную киноплёнку Ektachrome от Kodak.

## Премьера
Мировая премьера фильма «Бедные-несчастные» состоялась на 80-м Венецианском кинофестивале, а его официальная премьера в США запланирована компанией Searchlight Pictures на 8 декабря 2023 года, в Великобритании — на 12 января 2024 года. Изначально премьера фильма была запланирована на 8 сентября 2023 года, но была перенесена на 8 декабря 2023 года из-за забастовки SAG-AFTRA, начавшейся 14 июля 2023 года. Цифровая премьера состоялась 27 февраля 2024 года.

## Отзывы и оценки
Премьера на Венецианском кинофестивале вызвала восторг зрителей: фильм удостоился 10-минутных оваций. Картину сразу назвали одним из фаворитов фестиваля. 9 сентября 2023 года она получила «Золотого льва».
Фильм получил почти исключительно положительные отзывы критиков. По данным агрегатора Rotten Tomatoes, 
92 % из 350 обзоров были положительными, со средней оценкой 8,5 из 10. Сайт обобщает мнения критиков так: «Безумно творческие и увлекательно чрезмерные, «Бедные-несчастные» — это диковинный, блестящий аттракцион от режиссёра Йоргоса Лантимоса и звезды Эммы Стоун». От российских кинокритиков фильм также получил исключительно положительные отзывы, например в изданиях «Мир фантастики», «Афиша», «Фильм.ру», «КиноПоиск».
По итогам года многие издания включили «Бедных-несчастных» в свои списки лучших фильмов года, в том числе
ABC,
BBC,
Deadline,
Rolling Stone,
The Guardian,
«Мир фантастики»,
а также Британский институт кино и
Американский институт кино и Национальный совет по рецензированию.
Издание Variety назвало его «фильмом года».

## Награды и номинации
- «Золотой глобус», 7 номинаций, победа в двух: «Лучший фильм — мюзикл или комедия» и «Лучшая актриса — мюзикл или комедия» (Эмма Стоун)[35].
- «Выбор критиков», 13 номинаций, в том числе в категории «Лучший фильм», и победа в номинации «Лучшая актриса» (Стоун)[36]
- «Оскар», 11 номинаций: за лучший фильм, лучшую женскую роль (Стоун), мужскую роль второго плана (Руффало), адаптированный сценарий, саундтрек, работу режиссёра, оператора, монтаж, костюмы, грим и декорации[37]. Картина удостоилась 4 статуэток: Лучшая женская роль, Лучшая работа художника-постановщика, Лучший грим и причёски и Лучший дизайн костюмов.